# Ethmia candidella
Ethmia candidella é uma espécie de insetos lepidópteros, mais especificamente de traças, pertencente à família Elachistidae.
A autoridade científica da espécie é Alphéraky, tendo sido descrita no ano de 1908.
Trata-se de uma espécie presente no território português.